# Quarteto em Cy
Quarteto em Cy és un grup vocal brasiler format l'any 1964 per les germanes Cybele, Cylene, Cynara i Cyva Ribeiro de Sá Leite. Es considera el quartet vocal femení més gran del Brasil, a més de ser el més antic.
Nascudes a Ibirataia, Bahia, es van traslladar a Rio de Janeiro per treballar amb la música, amb el suport de Vinícius de Moraes (que les va anomenar afectuosament «baianinhas»).
Des del 2016 el grup està format per Cyva, Cynara, Keyla i Corina.

## Carrera professional
El quartet va participar en la banda sonora, composta per Pixinguinha i Vinícius de Moraes, de la pel·lícula de 1963 Sol sobre a lama.
El debut oficial del quartet va tenir lloc el 30 de juny de 1964, al Beco das Garrafas. Amb la guitarra estava Rosinha de Valença i Carlos Castilho, i la Copa Trio, amb Dom Um Romão a la bateria, Dom Salvador al piano i Manuel Gusmão al contrabaix. El quartet va iniciar una col·laboració artística amb diversos músics, entre ells Vinícius de Moraes, Dorival Caymmi, Eumir Deodato, Baden Powell i Oscar Castro-Neves, amb els quals va fer gires pel Brasil i Amèrica del Sud, i que va donar lloc a la producció de els seus primers treballs discogràfics. A partir de 1966 i durant els dos anys següents, la formació va aparèixer als escenaris dels Estats Units d'Amèrica participant en programes de televisió de varietats i gravant àlbums, també gràcies a l'ajuda d'Aloysio de Oliveira, aleshores casat amb Cyva. En aquesta ocasió, Cylene va ser substituïda per la seva germana Regina. El 1966, tornant de la gira estatunidenca, Cynara i Cybele van participar com a duo al Segon Festival Internacional de la Cançó amb la composició de Chico Buarque titulada Carolina, guanyant el tercer lloc. El 1969, Cyva i Cybele van donar suport a Walter Wanderley en la seva desastrosa actuació al Holiday Inn de San Francisco. A finals de la dècada del 1960, el grup va assolir l'èxit internacional sota el títol The Girls From Bahia, després d'haver sofert canvis en la seva composició original. Durant aquest període van actuar al quartet les cantants Semiramis, Regina i Sônia.

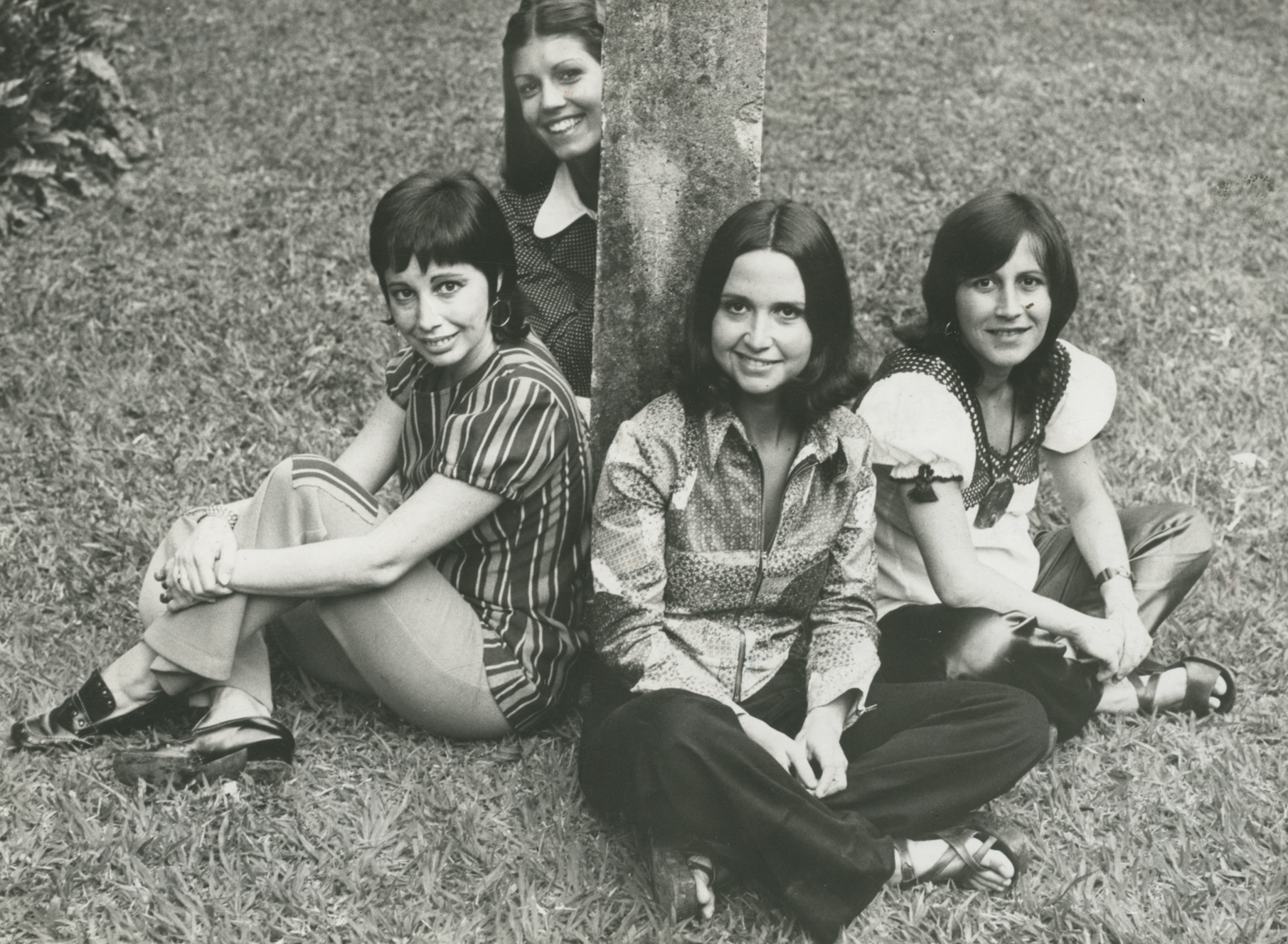
Formació de 1972.

Havent patit ja alguns canvis en la composició, el grup vocal va interrompre la seva activitat l'any 1970 i dos anys més tard es va presentar amb la formació composta per Cyva i Cynara i amb la incorporació de Sônia i Dorinha Tapajó. El nou quartet va dedicar la dècada del 1970 a gravar obres discogràfiques.
L'any 1980, Dorinha va marxar per motius de salut i va ser substituïda per Cybele, que va romandre al grup fins al 2013 i va ser substituïda per Keyla Fogaça, per indicació pròpia. La dècada del 1980 va veure el Quartet ocupat al front d'enregistraments i compromisos de cant al Japó, en una ocasió al costat de Carlos Lyra i Leila Pinheiro; i, l'any 1981, de la seva participació a Falando de amor pra Vinícius, que commemorava el poeta recentment mort.
També a la dècada del 1990 el Japó va ser un destí de les gires del grup vocal; una altra gira, l'any 1992, els va portar per Espanya per celebrar el 500 aniversari del descobriment d'Amèrica. Les sessions a la sala d'enregistrament van donar lloc a una dotzena d'àlbums de música.
Entre els CD realitzats a la dècada del 2000, Hino do Fome Zero va veure la col·laboració amb diversos artistes, entre ells Gilberto Gil. A Falando de amor pra Vinícius, l'enregistrament del qual es remunta a l'espectacle homònim de principis de la dècada del 1980 en honor a Vinícius de Moraes, apareixen cançons inèdites i reinterpretacions de clàssics compostes per Pixinguinha, Vinícius de Moraes, Tom Jobim, Toquinho, Milton Nascimento, entre d'altres.

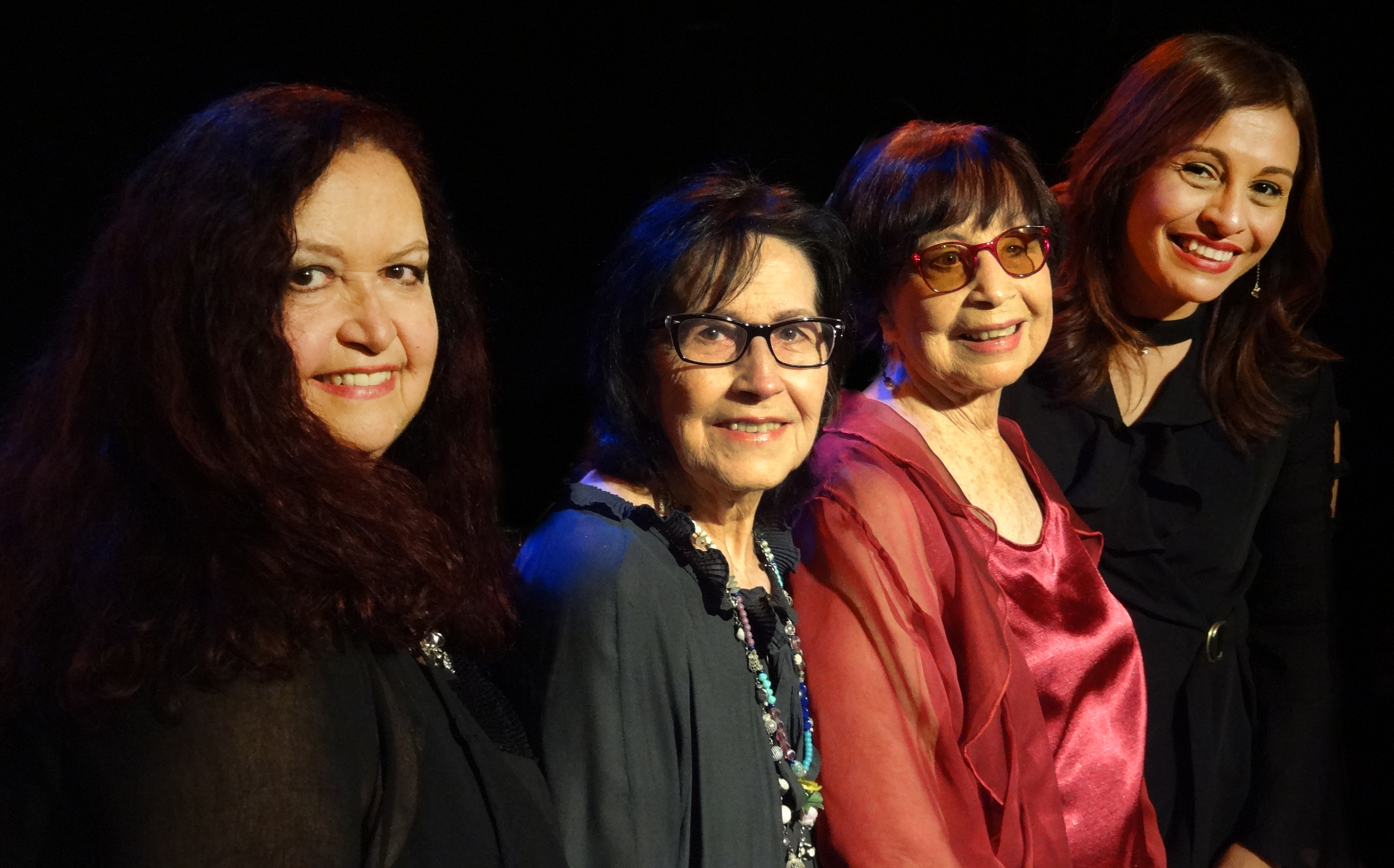
Formació de 2018.

Van seguir altres enregistraments, i el 2012 va aparèixer As meninas do Cy - Vida e Música do Quarteto em Cy, una biografia de la formació escrita per Inahiá Castro. L'any 2014, Cybele va morir arran d'una isquèmia pulmonar, i això va provocar una reorganització del grup de cant amb l'entrada de Keyla i Corina en lloc de Cybele i Sônia. L'any següent, el Quarteto em Cy va participar en l'espectacle Vinicius em Cy, o poet do Rio e da Bossa nova celebra os 450 anos da cidade, i l'any 2016 es va gravar el disc Janelas abertas, que va rebre una nominació al 28è Prêmio da Música Brasileira en la categoria Millor Àlbum de MPB. El 2018, Quarteto em Cy, a més de fer gires amb els seus espectacles, va estrenar l'espectacle Femininas, en col·laboració amb Joyce Moreno, al Teatre Riachuelo Rio. Aquell mateix any també es tornaria a presentar l'espectacle Quarteto em Cy e MPB4. També l'any 2018, el segell Discobertas de Marcelo Fróes va llançar la col·lecció Anos 60 i 70, que porta tres gravacions inèdites de concerts.
La cantant Cynara va morir l'11 d'abril de 2023 a Rio de Janeiro, segons una notícia publicada per la premsa. Cynara va ser hospitalitzada a Prontocor a Tijuca/RJ amb pneumònia a causa de complicacions mentre es recuperava d'una cirurgia, després d'haver-se trencat el fèmur en una caiguda una setmana abans de la seva mort.
Les veus del grup van passar per notables compositors de la música brasilera, com Vinícius de Moraes, Toquinho, Dorival Caymmi, Chico Buarque, Tom Jobim i molts altres. Els seus discos fonogràfics es van publicar en més de 30 discos, tant al Brasil com a l'estranger. Amb una trajectòria sòlida i inquebrantable durant cinquanta anys, el Quarteto em Cy segueix sent un dels grups vocals més destacats i expressius de la història de la MPB.

## Discografia
| - 1964: Quarteto em Cy (Forma) - 1965: Vinícius/Caymmi no Zum Zum - amb Oscar Castro Neves (Elenco) - 1965: Caymmi and The Girls From Bahia - amb Dorival Caymmi (Warner Brothers) - 1966: Som Definitivo - amb Tamba Trio (Forma) - 1966: Os Afro-Sambas - amb Vinícius de Morais i Baden Powell (Forma) - 1966: The Girls From Bahia/Pardon My English (Warner Brothers) - 1966: Quarteto em Cy (Elenco) - 1967: De Marré de Cy (Elenco) - 1967: ¡Revolución con Brasilia!/The Girls From Bahia (Warner Brothers) - 1968: Em Cy Maior (Elenco) - 1972: Quarteto em Cy (Odeon) - 1974: Saravá, Vinicius! - amb Vinícius de Morais em São Paulo e Toquinho (Musical Hall) - 1975: Antologia do Samba Canção (Phonogram/Philips) - 1976: Antologia do Samba Canção (volum 2) (Phonogram/Philips) - 1977: Resistindo ao Vivo (Phonogram/Philips) - 1978: Querelas do Brasil (Phonogram/Philips) - 1978: Cobra de Vidro - amb MPB-4 (Phonogram/Philips) - 1979: Em 1000 Kilohertz (Polygram/Philips) - 1980: Flicts - amb MPB-4 i Sérgio Ricardo (Polygram/Philips) - 1980: Interpreta Gonzaguinha, Caetano, Ivan, Milton (Polygram/Philips) | - 1981: Caymmis, Lobos e Jobins/Caminhos Cruzados (RGE) - 1983: Pontos de Luz (Som Livre) - 1989: Claudio Santoro Prelúdios e Canções de Amor - (part. especial) (Pan/Coca-Cola) - 1990: Os Afro-Sambas - amb Vinícius de Morais e Baden Powell (Ideia Livre/Banco BMC) - 1991: Chico em Cy (Fama/CID) - 1992: Bossa em Cy (Nanã/BMG) - 1993: Vinícius em Cy (CID) - 1994: Tempo e Artista (CID) - 1996: Brasil em Cy (CID) - 1997: Bate-Boca e MPB-4 (Mercury/Polygram) - 1998: Somos Todos Iguais - amb MPB-4 canten Ivan Lins e Djavan (Mercury/Universal Music) - 1999: Gil e Caetano em Cy (CID) - 2000: Vinícius: a arte do encontro - amb MPB-4 (Som Livre/Universal Music) - 2001: Falando de Amor pra Vinícius ao Vivo - amb Luís Cláudio Ramos (CID) - 2001: Hora da Criança (CID) - 2002: Quarteto em Cy (CID) - 2004: Quarenta Anos (Mercury/Universal Music) - 2006: Samba em Cy (Fina Flor) - 2016: Janelas Abertas (Fina Flor) - 2018: Box Quarteto em Cy Anos 60 e 70 (Discobertas) |